# Mineral megye (Nevada)
Mineral megye az Amerikai Egyesült Államokban, azon belül Nevada államban található. Megyeszékhelye és legnagyobb városa Hawthorne. Lakosainak száma 4554 fő (2020. április 1.). Mineral megye Churchill, Esmeralda, Nye, Lyon és Mono megyékkel határos.

## Népesség
A megye népességének változása:
| Lakosok száma | 4785 | 4639 | 4694 | 4614 | 4478 | 4554 |
|               | 2010 | 2011 | 2012 | 2013 | 2015 | 2020 |